# Hugo Haas

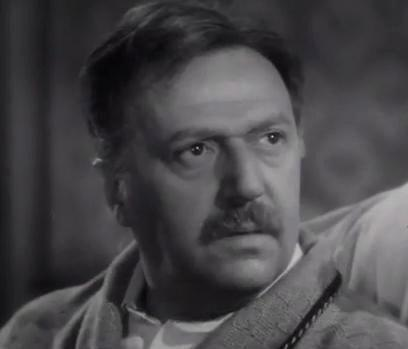
Hugo Haas im Film Pickup, 1951

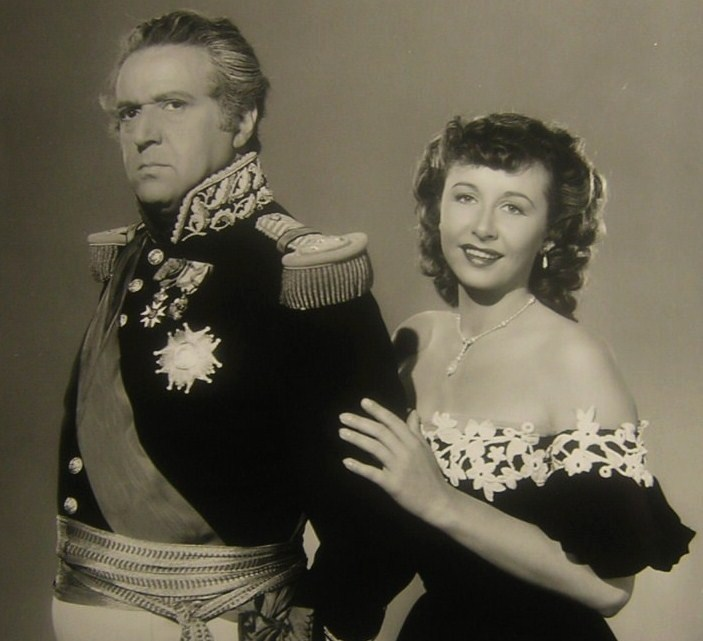
Haas mit Vera Ralston im Film In letzter Sekunde (1949)

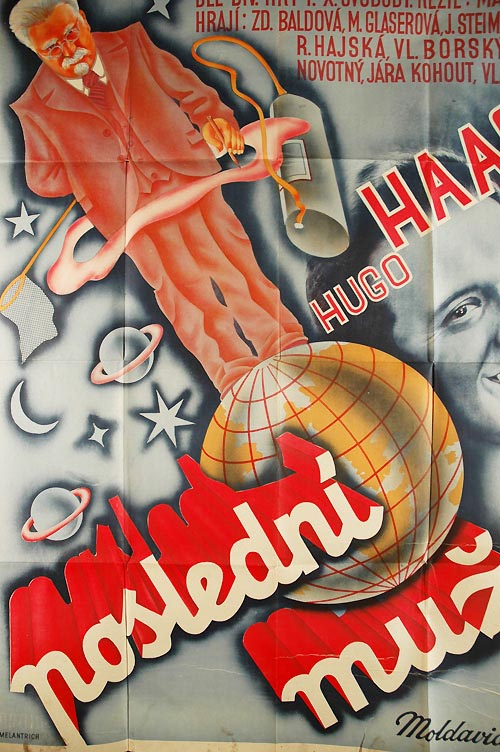
Plakat zu Poslední muž, 1934

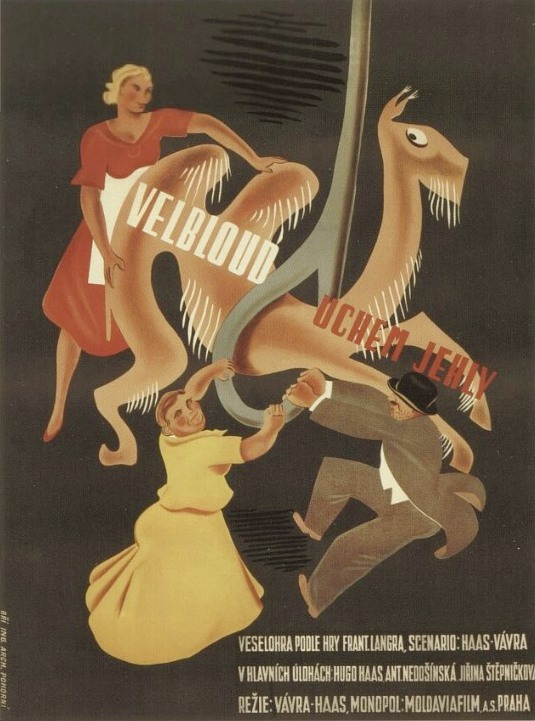
Ein Kamel durchs Nadelöhr 1936

Hugo Haas (geboren am 19. Februar 1901 in Brünn, Österreich-Ungarn; gestorben am 1. Dezember 1968 in Wien) war ein tschechischer Schauspieler, Regisseur, Drehbuchautor und Produzent.

## Leben
Hugo Haas wurde 1901 in Brünn in einer jüdischen Familie als Sohn des Schuhmachers Zigmund Haas und seiner aus Odessa stammenden Frau Olga, geb. Epstein, geboren, der Komponist Pavel Haas war sein Bruder. Nach seiner Schulzeit, während der er auch Gesangsunterricht erhielt, spielte er beim Nationaltheater in seiner Heimatstadt. Später spielte er auch auf den Bühnen in Ostrava und Olomouc. Nach 1925 war Haas Schauspieler am Nationaltheater in Prag und trat außerdem in drei Stummfilmen auf.
In den 1930er Jahren etablierte sich Haas als Darsteller in populären Komödien wie Muži v offsidu (1931), Dobrý voják Švejk (1931), Život je pes (1933) oder Ať žije nebožtík (1935). Weiterhin als Schauspieler tätig debütierte Haas 1936 mit der Komödie Velbloud uchem jehly auch als Regisseur.
Ein Jahr später inszenierte Haas den antifaschistischen Film Bílá nemoc, nach einem Stück von Karel Čapek. Darin spielte er selbst die Hauptrolle des Dr. Galén. Im Jahr 1939 wurde Haas aufgrund seiner jüdischen Herkunft aus dem Prager Nationaltheater entlassen und emigrierte über Frankreich, Spanien und Portugal in die Vereinigten Staaten, die notwendigen Papiere hatte ihm Lída Baarová verschafft. Sein Vater und sein Bruder Pavel wurden von den Nationalsozialisten ermordet. Ab 1944 stellte er in Hollywood in Nebenrollen Charaktere unterschiedlicher Nationen dar.
Ab 1950 arbeitete Haas in Hollywood auch als Regisseur und Produzent, inszenierte aber nur wenig beachtete B-Movies. Sein bestes Werk ist vermutlich das Noir-Drama Lizzie (1957) mit Eleanor Parker in der Hauptrolle. Seine letzte Filmarbeit (Regie, Buch, Produktion, Hauptdarsteller) in den USA war das autobiographisch angehauchte Drama Paradise Alley (1962). Anfang der 1960er Jahre kehrte Haas nach Europa zurück. Nach einem kurzen Aufenthalt in Italien zog er 1961 nach Wien, wo er noch manchmal für das Fernsehen spielte. Seine alte Heimat besuchte er allerdings nur noch ein Mal: 1963 besuchte er anlässlich des 80-jährigen Gründungsjubiläums das tschechoslowakische Nationaltheater. 
Haas starb in Wien am 1. Dezember 1968 und liegt auf dem jüdischen Friedhof in Brünn neben seiner Mutter begraben. Im Jahr 2000 wurde Haas postum zum Ehrenbürger der Stadt Brünn ernannt. Sein Sohn, Ivan Haas (1939–1969) starb jung und wurde ebenfalls in dem Familiengrab in Brünn bestattet.

## Filmografie (Auswahl)
- 1925: Z českých mlýnů
- 1925: Josef Kajetán Tyl
- 1925: Jedenácté přikázání
- 1931: Muži v offsidu
- 1931: Dobrý voják Švejk
- 1933: Život je pes
- 1933: Dům na předměstí
- 1935: Poslední muž
- 1935: Ať žije nebožtík
- 1936: Ein Kamel durchs Nadelöhr (Velbloud uchem jehly) (auch Regie)
- 1936: Tři muži ve sněhu
- 1936: Das Gäßchen zum Paradies
- 1937: Mravnost nade vše
- 1937: Die weiße Krankheit (Bílá nemoc) (auch Regie)
- 1937: Kvočna (Regie)
- 1937: Děvčata, nedejte se! (auch Regie)
- 1938: Svět kde se žebrá
- 1938: Co se šeptá (auch Regie)
- 1944: Sommerstürme (Summer Storm)
- 1944: The Strange Affair
- 1944: Das Korsarenschiff (The Princess and the Pirate)
- 1944: Tagebuch einer Frau (Mrs. Parkington)
- 1944: Days of Glory
- 1945: Jealousy
- 1945: A Bell for Adano
- 1945: What Next, Corporal Hargrove?
- 1945: Documents secrets
- 1945: Liebe in der Wildnis (Dakota)
- 1946: Two Smart People
- 1946: Ball in der Botschaft (Holiday in Mexico)
- 1947: Die Privataffären des Bel Ami (The Private Affairs of Bel Ami)
- 1947: Ich kann mein Herz nur einmal verschenken (Northwest Outpost)
- 1947: Hoppla, hier kommt Merton! (Merton of the Movies)
- 1947: Galileo Galilei
- 1947: Eine Welt zu Füßen (The Foxes of Harrow)
- 1947: Mexikanische Nächte (Fiesta)
- 1948: My Girl Tisa
- 1948: For the Love of Mary
- 1948: Casbah – Verbotene Gassen (Casbah)
- 1949: In letzter Sekunde (The Fighting Kentuckian)
- 1950: Vendetta
- 1950: König Salomons Diamanten (King Solomon’s Mines)
- 1951: Aufgelesen (Pickup) (auch Regie)
- 1951: The Girl on the Bridge (auch Regie)
- 1952: Strange Fascination (auch Regie)
- 1953: Thy Neighbor’s Wife (auch Regie)
- 1953: Geständnis eines Mädchens (One Girl’s Confession) (auch Regie)
- 1954: The Other Woman (auch Regie)
- 1954: Bait (auch Regie)
- 1955: Die zarte Falle (The Tender Trap)
- 1955: Hold Back Tomorrow (Regie)
- 1956: Edge of Hell (auch Regie)
- 1957: Lizzie (auch Regie)
- 1957: Mörderische Falle (Hit and Run) (auch Regie)
- 1959: Born to Be Loved (auch Regie)
- 1959: Erinnerung einer Nacht (Night of the Quarter Moon) (Regie)
- 1960: Bonanza (Folge 1x31 Der schwarze Stern)
- 1962: Paradise Alley (auch Regie)